# Guillonville
Guillonville is een gemeente in het Franse departement Eure-et-Loir (regio Centre-Val de Loire) en telt 419 inwoners (1999). De plaats maakt deel uit van het arrondissement Châteaudun.

## Geografie
De oppervlakte van Guillonville bedraagt 27,1 km², de bevolkingsdichtheid is 15,5 inwoners per km².
De onderstaande kaart toont de ligging van Guillonville met de belangrijkste infrastructuur en aangrenzende gemeenten.

## Demografie
Onderstaande figuur toont het verloop van het inwonertal (bron: INSEE-tellingen).